# 児玉浩宜
児玉 浩宜（こだま ひろのり、1983年- ）は、日本の写真家。
兵庫県出身。元テレビ朝日番組ディレクター。2005年にNHK入局し、2009年4月から2016年1月まで報道カメラマンとして勤務していた。。

## 来歴
テレビ朝日報道系番組のディレクターを経て、2005年NHKに入局。国内各地でのニュースやドキュメンタリーを取材。
2016年1月NHK退職後、フリーの写真家として活動している。
2019年6月、香港民主化デモを精力的に取材。2020年、香港民主化デモ写真集『NEW CITY』、同年、写真集『BLOCK CITY』を発表。
2022年３月より、ロシアのウクライナ侵攻を現地で撮影。テレビ朝日や民放各局への映像提供、ウェブメディアへの執筆など行っている。

## 書籍

### 単著
- 手記『香港日誌』（2019年）

- 写真集『NEW CITY』[8] (2020年、 ISBN 978-4991175008)
- 写真集『BLOCK CITY』[9](2020年、ISBN 978-4991175015）

- 写真集『Notes in Ukraine』（2022年、ISBN 978-4781621395  ）